# Armstrong Whitworth FK.10
Armstrong Whitworth FK.10 — британский двухместный однодвигательный квадроплан-истребитель, выпускавшийся фирмой Armstrong Whitworth в годы Первой мировой войны. В небольших количествах поступил на вооружение Королевского лётного корпуса и ВВС Королевского флота Великобритании, но не участвовал в боевых действиях. Самолёт является одним из немногих серийно выпускавшихся квадропланов.

## История
Первая версия самолёта имела обозначение FK.9 и имела двигатель 110 л. с. Предполагалось использовать его как истребитель, бомбардировщик и разведчик. Квадроплан, вероятно, был построен фирмой по собственной инициативе и на свои деньги. Второе сверху крыло находилось на уровне головы лётчика и не имело центроплана, чтобы не мешать обзору. В то время славился своими характеристиками Sopwith Triplane и в конструкции FK.9 просматривается желание повторить его успех. Каждое нижестоящее крыло было сдвинуто назад по отношению к вышестоящему, что обеспечивало хороший обзор вперёд и вниз, но ограничивало обзор вверх.
Модель FK.10 имела двигатель Clerget 9B 130 л. с. Теснота кабины не позволяла полностью использовать ход ручки управления, а реальные характеристики оказались хуже заявленных. Несмотря на хорошие результаты испытаний, самолёт вызывал подозрительное отношение лётчиков. Это в сочетании с проблемами технического обслуживания привело к тому, что самолёты мало использовались. Первоначально было заказано 50 самолётов, но в конечном счёте было построено 8.

## Лётно-технические характеристики[1]
- Двигатель — Clerget 9B[англ.] 130 л. с.;
- Размах крыла — 8,61 м;
- Длина — 7,77 м;
- Высота — 3,50 м;
- Площадь крыльев — 33,54 м²;
- Вес
  - пустого — 561 кг;
  - максимальный — 916 кг;
- Максимальная скорость:
  - на высоте 914 м — 153 км/ч;
  - на высоте 1981 м — 135 км/ч;
  - на высоте 3048 м — 119 км/ч;
- Время подъёма на высоту:
  - 1981 м — 15,8 мин;
  - 3048 м — 37,2 мин;
- Практический потолок — 3048 м;
- Продолжительность полёта — 2,5 ч.